# Mario Kart Tour
 Mario Kart Tour  er et free-to-play-racerspil udviklet og udgivet af Nintendo til iOS- og Android-enheder. Det blev annonceret i januar 2018 og udgivet den 25. september 2019 på App Store og Google Play. Den første uge efter lanceringen blev spillet downloadet over 10 millioner gange.
 Mario Kart Tour introducerer et nyt format kaldet turnéer. Turnéerne er opkaldt efter rigtige byer (New York, Tokyo osv.) eller højtider (halloween, valentinsdag osv.) Hver turné har en varighed på to uger, hvor spillerne kan fuldføre 18 cups og samle førere, fartøjer og svævefly, der repræsenterer turnéens tema. Hver cup består af tre løb og en bonusudfordring på udvalgte baner. De fleste løb har to omgange, mens de fleste bonusudfordringer skal gennemføres i løbet af én omgang.
Spillet adskiller sig fra den traditionelle spilmekanik i tidligere  Mario Kart  spil, idet hovedformålet er at samle så mange point som muligt ved at udføre handlinger gennem løbet. For eksempel tjenes point ved at ramme konkurrenter med våben, samle mønter eller passere målstregen. Kontrollerne er også forenklet sammenlignet med andre  Mario Kart -spil, herunder acceleration og nogle manøvrer, der udføres automatisk.  Mario Kart Tour  viderefører flere momenter introduceret i tidligere  Mario Kart -spil, såsom undervandsracing og svæveflyvning fra Mario Kart 7 og karakter-eksklusive hjælpemidler fra  Mario Kart: Double Dash!! 
Ud over baner fra tidligere Mario Kart-spil inkluderer Mario Kart Tour baner inspireret af virkelige byer, såsom New York og Tokyo. Spillet genererer indtægter ved at give spillerne mulighed for at betale et månedlig beløb for at modtage fordele eller købe virtuel valuta, der kan låse op tilfældige førere, fartøjer eller svævefly via et gacha-system.